# Rufino Santos
Rufino Jiao Santos (Guagua, 26. kolovoza 1908. – Manila, 3. rujna 1973.), prvi filipinski kardinal Rimokatoličke crkve.

## Životopis
Rođen je kao četvrto od sedmero djece Gaudencia Santosa i Rosalie Jiao u Guaguu. Rufinina tri starija brata su Manuel, Emiliano i Quirino, a tri sestre Clara, Jovita i Exequiela. Santos je odrastao u kući koja se nalazi 30 metara od crkve. Bio je aktivan u crkvenim aktivnostima kao ministrant i član zbora.
U sjemenište je ušao 25. srpnja 1921. godine, maturirao je kanonsko pravo 1929. godine, a doktorirao teologiju u srpanju 1931. godine na Papinskom sveučilištu Gregoriana. Rufino Jiao Santos zaređen je za svećenika u Bazilici sv. Ivana Lateranskog u Rimu. Služio je kao pomoćnik župnik u Imusu i kao župnik u Marilaou.
Tijekom Drugog svjetskog rata pomagao je siromašne i filipinske gerilace. Odbijajući surađivati s japanskom vojskom, Santos je bio osuđen na smrt, ali su ga američke i filipinske oslobodilačke snage oslobodile.
Postao je nadbiskupom Manile 25. ožujka 1953. godine, u dobi od 45 godina. Papa Ivan XXIII. ga je proglasio kardinalom 28. ožujka 1960. godine. Služio kao nadbiskup Manile od 1953. do 1973. godine. Kardinal Santos je utro put za osnivanje katoličke pomoći siromašnima (na kraju poznate kao Caritas Manile) i rekonstrukcije bolnice Sveti Pavao (sada kardinal Santos Medical Center), koja je osnovana od strane časnih sestara, a oštećena tijekom rata. Tijekom njegovog mandata, papa Pavao VI. posjetio je Filipine, prvi papa koji je to učinio. Santos je bio dijabetičar i bolovao je od malignog tumora na mozgu.
Umro je u Manili 3. rujna 1973. godine, u dobi od 65. godine života.

## Vanjske poveznice

### Mrežna mjesta
- Rufino Cardinal Santos
- Prvi Filipinac
- Katolička hijerarhija - Rufino Jiao Cardinal Santos †

### Ostali projekti
|  | Zajednički poslužitelj ima stranicu o temi Rufino Santos |